# Jeff Groth
Jeff Groth est un monteur de film américain.

## Filmographie

### Longs métrages
- 1999 : Afraid of Everything de David Barker
- 2001 : Bienvenue à Global Corp (Riffed) de Lorenzo Gabriele
- 2002 : Les Félines (The Politics of Fur) de Laura Nix
- 2008 : Man Maid de Chris Lusvardi
- 2012 : Projet X (Project X) de Nima Nourizadeh
- 2013 : Very Bad Trip 3 (The Hangover Part III) de Todd Phillips
- 2015 : Témoin à louer (The Wedding Ringer) de Jeremy Garelick
- 2015 : Entourage de Doug Ellin
- 2016 : War Dogs de Todd Phillips
- 2016 : Joyeux Bordel ! (Office Christmas Party) de Josh Gordon et Will Speck
- 2019 : Joker de Todd Phillips
- 2020 : Cherry d'Anthony et Joe Russo
- 2025 : Better Man de Michael Gracey

### Courts métrages
- 2004 : Seven Days de David Barker
- 2004 : The Clay Man de Raelle Tucker
- 2004 : Seventy-Seven Below de Aina Abiodun
- 2005 : Pickled de Tasha Oldham

### Télévision

#### Séries télévisées
- 2007 : La Nouvelle Vie de Tori Spelling (8 épisodes)
- 2009-2010 à la télévision : Community (5 épisodes)
- 2008-2010 à la télévision : Entourage (12 épisodes)
- 2018 : Deadly Class (épisode : Reagan Youth)
- 2019 : Valley of the Boom (3 épisodes)

#### Téléfilms
- 2010 : Our Show de Larry Charles
- 2012 : 40 de Julian Farino

## Distinctions

### Nominations
- Oscars 2020 : Meilleur montage pour Joker
- BAFA 2020 : Meilleur montage pour Joker